# Weyerbuschturm
Der Weyerbuschturm ist ein Aussichtsturm in der Parkanlage Nützenbergpark auf dem Gipfel des Nützenbergs am nördlichen Ufer der Wupper im Wuppertaler Stadtbezirk Elberfeld-West.

## Geschichte
Die Entstehung des Aussichtsturms geht auf eine Privatinitiative zurück. Der Elberfelder Knopffabrikant und Stadtrat Emil Weyerbusch (1846–1909) gründete 1897 eine Stiftung zum Bau des Turms aus Grauwacke. Am 1. November 1898 wurde er nach kurzer Bauzeit eingeweiht. Er steht auf einer Höhe von 259 m ü. NN und ist 25 m hoch. 119 Stufen führen zu dem Turmzimmer und weitere 18 Stufen zu der Aussichtsplattform, die sich in 17 Meter Höhe befindet.
Die beiden ursprünglich offenen Balkone wurden 1945 durch die britischen Besatzungstruppen zugemauert und als Funkkabine genutzt. Diese sogenannten Turmzimmer wurden nach dem Krieg nicht mehr zurückgebaut und zeigen sich nun als verschieferte Erker.
Die Stadt Wuppertal ließ den Turm 1981/82 umfassend renovieren. Bis 2008 beherbergt er eine Amateurfunkvereinigung, die dort eine Funkstation unterhält. Einmal im Jahr zu einem Kinderfest und individuell nach telefonischer Anmeldung wurde der Turm Besuchern zur Besichtigung geöffnet.

## Aktuelle Entwicklung
Nachdem 2008 Teile des Daches vom Turm gefallen waren, wurde er eingerüstet. Im Februar 2011 wurde bekannt, dass die Stadt Wuppertal die anstehende Sanierung, für die erst 55.000 Euro veranschlagt worden waren, ganz gestoppt hat. Die Kosten für eine Sanierung sind mittlerweile auf rund 100.000 Euro gestiegen, was zu viel für die Stadt ist.
Das Baugerüst wird Ende April 2011 abgebaut, ohne dass eine endgültige Instandsetzung des Turmes abgeschlossen wurde. Die Sanierung beschränkte sich allein auf eine „Notfallmaßnahme“. So erfolgte unter anderem die Abdichtung der Turmhaube für rund 8000 Euro.